# Ntshuks Bonga
Ntshukumo „Ntshuks“ Bonga (* 1. Oktober 1963 in Johannesburg) ist ein britischer Jazzmusiker (Saxophone) südafrikanischer Herkunft.
Bonga zog 1970 mit seiner Familie nach London, wo er aufwuchs. Er erhielt in der Schule Gitarren- und Geigenunterricht; als Autodidakt erlernte er Klarinette und Saxophon. Zwischen 1991 und 1993 gehörte er zu verschiedenen Gruppen von Maggie Nicols. 1992 holte ihn Louis Moholo in seine Band Exiles; er spielte später auch in seiner Unit, mit der er auch die Alben An Open Letter to My Wife Mpumi und For the Blue Notes vorlegte. Mit Gibo und Pule Pheto bildete er das Trio Silapha. Dann gründete er eigene Ensembles, zunächst das Trio Tshisa (mit Marcio Mattos und Ken Hyder), dann das Septett Tokolosho. Auch arbeitete er mit Robyn Hitchcock (Moss Elixir), war Mitglied von Claude Deppas Horns Unlimited und gehörte zu Formationen um Peter Urpeth. Lucky Ranku wählte ihn für seine African Jazz All Stars aus.

## Diskographische Hinweise
- Ntshuks Bonga’s Tshisa Urban Ritual (Slam Records 1995)
- Ntshuks Bonga’s Tokolosho Abo Bhayi (Nota Bene 1999, mit Julia Doyle, Winston Rollins, John Grieve, Veryan Weston, Mark Sanders bzw. Brian Abrahams)
- FJQ FJQ (RM 1999, mit Alfredo Genovesi, Jerry Bird, Robin Musgrove)
- Dave Draper / Ntshuks Bonga Snow in November (FMR 2011)
- Bonga / Champion / Mwamba Paperstone Suite (FMR 2016)